# Sif
Sif – w mitologii nordyckiej bogini zbóż, urodzaju, płodności, miłości i urody, należąca do rodów Azów; małżonka Thora.
Mity dość rzadko wspominają o Sif – jeden z nielicznych opowiada o tym, jak Loki podstępem ściął jej piękne włosy. Rozwścieczony tym postępkiem Thor kazał Lokiemu postarać się o nowe włosy dla bogini. Loki wykonanie ich zlecił znakomitym karłom-kowalom, Brokk'owi i Eitriemu, którzy stworzyli wtedy także cudowny, zawsze trafiający celu oszczep Odyna Gungnir oraz niezwykły okręt Skidblandir Frejra. Potem Loki, dzięki zakładowi, zdobył od nich również dzika Gulinborstiego, bransoletę Draupnir oraz młot Mjollnir dla Thora.